# Ангиосарком
Ангиосарком (АС) јесте неуобичајена злоћудна (малигна) неоплазма коју карактерише брза пролиферирајција, екстензивно инфилтрирајућих анапластичних ћелије које потичу из крвних судова која облаже неправилне просторе испуњене крвљу. Термин ангиосарком има широк спектар малигних ендотелних васкуларних неоплазми које утичу на различита места. Ангиосаркоми су агресивни и имају тенденцију да се локално понављају, широко се шире и имају високу стопу лимфних чворова и системских метастаза. Стопа смрти од ове врсте рака (тумора) је висока.

## Епидемиологија
Ангиосаркоми су ретке неоплазме. Иако се приближно 50% ангиосаркома јавља у глави и врату, они чине мање од 0,1% малигнитета главе и врата.
Око 2% саркома меког ткива уопште и 5,4% саркома меког ткива коже су ангиосаркоми. Ово је у супротности са класичним извештајем који наводи учесталост од 1%.  Инциденција саркома меког ткива од 1973. до 2006. била је 5,9 на 100.000 особа.
Широм света инциденција је такође ниска; у Уједињеном Краљевству, на пример, Национална обавештајна мрежа за рак  известила је да ангиосаркоми представљају 3,3% свих саркома меког ткива, са стопом инциденције је око 1,5 на милион.
Демографске варијације
Демографске варијације укључују следеће:
- Афроамериканци у Сједињеним Америчким  Државама ретко су погођени ангиосаркомом коже.[4]
- Кожни ангиосарком је чешћи код мушкараца него код жена, са односом између мушкараца и жена од 2:1.
- Ангиосарком костију и меких ткива имају сличну дистрибуцију по полу.[3][8]
- Коштани ангиосарком се најчешће јавља код одраслих (друга до седма деценија живота).
- Ангиосарком коже главе и врата обично се јављају код старије популације.[4]

## Етиологија
Етиологија већине случајева ангиосаркома је непозната. Како се тумори  могу развити као компликација већ постојећег стања, следећи фактори могу бити повезани са развојем тумора:

### Радикална мастектомија
Хронични лимфедем је најпризнатији фактор ризика, посебно код ангиосаркома коже и меког ткива. Типично, ангиосаркоми повезани са лимфедемом се јављају код жена које су биле подвргнуте радикалној мастектомији због карцинома дојке и које су имале хронични лимфедем дуги низ година (Stewart-Treves-ов синдром) или у ногама пацијената као последица радикалне ингвиналне лимфаденектомије због малигних метастанома код мене. Кеттлесов синдром).
Хронични лимфедем који се јавља на конгениталној, идиопатској, трауматској или инфективној основи такође предиспонира за ангиосарком. Образложење за ову асоцијацију је имунолошка привилегија лимфедематозног региона.

### Радиотерапија
Ангиосаркоми изазвани зрачењем настају у одсуству хроничног лимфедема након радиотерапије карцинома грлића материце, јајника, ендометријума или дојке и Ходгкиновог лимфома.
Лезија настаје у подручју претходног зрачења, са интервалом између зрачења и развоја новог тумора од приближно 10 година. Чини се да се ризик од пострадиотерапијских саркома повећава са повећањем дозе.
Дијагноза налаже да лезија мора имати доказане хистолошке разлике од примарне неоплазме (карциноми, лимфоми). Ангиосаркоми кости који настају у претходно зраченој кости су трећи по учесталости након остеосаркома и фибросаркома. Ангиосарком меког ткива је прва дијагноза код саркома меког ткива који настају у пољу зрачења, а затим следи малигни фиброзни хистиоцитом (МФХ).
Фински регистар рака сугерише да иако је повећан ризик од ангиосаркома код пацијената са карциномом евидентан, посебно код рака дојке и гинеколошког карцинома, чини се да вишак није снажно повезан са радиотерапијом. Супротно овом налазу, други истраживачи сугеришу да адјувантна радиотерапија повећава ризик од ангиосаркома дојке 9 пута. Без обзира на то, ангиосарком дојке повезан са зрачењем је редак, јавља се у приближно 0,9 од 1.000 случајева. Пријављени почетак је чак 23 године након радиотерапије.

### Страни материјали
Неки ангиосаркоми су повезани са страним материјалом унетим у тело, било јатрогено или случајно. Ова асоцијација је описана следећим материјалима:
- Дакрон
- Шрапнел
- Челик
- Пластични материјал за пресађивање
- Хируршки сунђери
- Коштани восак

### Карциногени из животне средине
Виноградари који прскају винову лозу против плесни и пацијенти са псоријазом који имају продужено лечење Фаулеровим раствором (1% калијум арсенитом) су у опасности. Изложеност арсену може повећати ризик од ангиосаркома јетре.
Диоксин, загађивач индустријских процеса, је контроверзни фактор ризика повезан са развојем саркома меког ткива. Исто тако, изложеност винил хлориду који се користи у полимеризацији у индустрији пластике може довести до ангиосаркома јетре и меког ткива.

### Претходно постојеће доброћудне лезије
У претходно постојеће бенигне (доброћудне) лезије спадају:
- инфаркт кости
- паџетоидна кост,
- хронични остеомијелитис

### Генетски поремећаји
Приближно 3% примарних ангиосаркома повезано је са наследним болестима, као што су:
- Урођени ретинобластом
- Неурофиброматоза тип 1
- Олијерова болест
- Мафчијева болест
- Ксеродерма пигментоза

## Патофизиологија
Ангиосаркоми који настају на различитим местима и у различитим органима имају неке различите карактеристике. Ангиосаркоми се могу појавити у било ком делу тела, али су чешћи у кожи и меким ткивима. Ангиосаркоми такође могу настати у јетри, дојки, слезини, костима или срцу.
Пројекат Ангиосаркоми извршио је секвенцирање целог егзома за 47 тумора и пронашао рекурентне мутације гена укључујући KDR, TP53 и PIK3CA. Мутације које активирају PIK3CA примећене су претежно код примарног ангиосаркома дојке, док је ангиосарком главе, врата, лица и власишта био повезан са великим оптерећењем туморским мутацијама и доминантним мутационим потписом оштећења ултраљубичастог зрачења, што сугерише да оштећењем ултраљубичастим зрачењем  може бити узрочни фактор и да инхибиција имунолошке контролне тачке може бити од користи.

### Фактори ризика
Ангиосаркоми су подмукли и понекад можда неће изазвати симптоме све док болест није добро узнапредовала.  Имајући ово у виду историја  болести требалоло би да се фокусира на идентификацију следећих фактора ризика (иако већина пацијената нема ове факторе):
- токсична изложеност или терапија зрачењем
- изложеност карциногенима (нпр  коштани восак, дакрон, метална тела)
- лимфедем

## Клиничка слика
Ангиосаркоми који настају на различитим местима и у различитим органима имају неке различите карактеристике, јер су клиничке манифестације повезане са количином и врстом замењеног ткива нападнутог органа, и једним од следећих стања:
- патолошки преломи,
- анемија или дисфункција јетре
- друге интринзичне карактеристике малигне васкуларне пролиферације (нпр крварење, тромбоцитопенија или дисеминована интраваскуларна коагулација )
- компресија суседних неуроваскуларних структура која изазива бол

## Дијагноза

### Физички преглед
Како су налази на физичком прегледу често неупадљиви; испитивач се мора обратитити пажњу на суптилне налазе који могу пружити трагове за рано откривање ангиосаркома.
| Локализација            | Карактеристике |
| ----------------------- | --- |
| Ангиосарком меког ткива | Пацијенти са ангиосаркомом меког ткива обично имају умерено растућу масу у екстремитетима; брзо напредовање болести понекад је кључ за дијагнозу. Ангиосарком меког ткива се такође може развити у ретроперитонеуму или абдоминалном зиду. Ретроперитонеални ангиосаркоми се обично јављају као асимптоматске масе и генерално нарасту до великих величина јер абдомен може да прими туморе. Пацијенти могу имати неуролошке симптоме због компресије лумбалних или карличних нерава. Приближно 33% пацијената има доказе о недавном крварењу или коагулопатији, укључујући анемију, упорни хематом, хемоторакс , хеморагични асцитес и гастроинтестинално крварење. Често су суседни чворови увећани; стопа инциденције метастаза у чворовима је чак 45% |
| Ангиосарком костију     | Ангиосарком кости може утицати на било који део скелета, иако се 33% ових тумора јавља у аксијалном скелету, 33% у дугим цевастим костима, а остатак у малим костима шака и стопала. Ови тумори могу бити мултифокални, који утичу на исту кост са вишеструким лезијама, или мултицентрични, који укључују више костију истог екстремитета. Пацијенти немају специфичне симптоме, иако је бол чест и подручје је често осетљиво. Понекад, оток и повећана величина захваћеног екстремитета због захватања површне кости или проширења меког ткива карактеришу презентацију. Патолошки преломи се јављају код 10% пацијената. |
| Ангиосарком коже        | Тренутно су препознате четири варијанте кожног ангиосаркома, и то: 1. Ангиосарком коже главе и лица Ово је најчешћи облик ангиосаркома. Болест се првенствено налази на глави и врату и обично се јавља код старијих особа; познат је и као Вилсон-Јонес ангиосарком, сенилни ангиосарком или малигни ангиоендотелиом. Већина пацијената има повећану модрицу, плаво-црни чвор или незацељен улцерацију. У почетку, ове лезије се могу помешати са целулитисом, едемом, модрицама или инфекцијом, што доводи до одлагања дијагнозе. Крварење и бол могу бити присутни. Клинички образац лезија може бити нодуларан, дифузан или улцерисан. 2. Ангиосарком коже повезан са лимфедемом Ангиосарком повезан са лимфедемом (ЛАС) је први пут пријављен код шест пацијената са лимфедемом након мастектомије. У сваком случају, ангиосарком се развио у ипсилатералној руци и појавио се неколико година након мастектомије. Након тога, ЛАС је пријављен након дисекције аксиларног чвора због меланома иу контексту конгениталног лимфедема, филарног лимфедема и хроничног идиопатског лимфедема. Ризик од развоја ЛАС-а 5 година након мастектомије је приближно 5%. Најчешћи положај је медијални аспект надлактице. ЛАС се манифестује као љубичасти плак или чворић који се наслања на мишићав, неудубљени едем. Улцерација се може брзо развити. 3. Ангиосарком изазван зрачењем Ове лезије се јављају у пољу зрачења 4-40 година након зрачења. Излагање Тхоротрасту (радиоактивном радиографском контрастном средству које се користило у Сједињеним Државама до 1950-их) може много година касније довести до ангиосаркома јетре. 4. Епителиоидни ангиосарком Ово је ретка, недавно описана варијанта са агресивним током. Смрт се јавља 2-3 године након појаве болести. |

### Лабораторијски тестови
Слично као код већине карцинома мезенхималног порекла, анализа крви показује врло мало или ништа, док изненадни развој дубоке тромбоцитопеније код пацијената са ангиосаркомом може или сугерисати брз раст примарног тумора или најавити развој метастатске болести.

### Сликовне методе
Избор сликовних (имиџинг) метода за дијагностиковање ангиосарком донекле варира, у зависности од тога да ли се лезија налази у меком ткиву, кости или кожи.
| Локализација            | Карактеристике |
| ----------------------- | --- |
| Ангиосарком меког ткива | За ангиосарком екстремитета, ретроперитонеума или трбушног зида, магнетна резонанца (МРТ) пружа тачније разграничење обима локалне болести од компјутеризоване томографије (КТ). МРТ пружа сагитални и коронални поглед и бољу разлику између костију, васкуларних структура и тумора од КТ. Применом МРТ или обични радиографи требало би истражити могућу инвазију тумора на кости. МРТ је изборни модалитет снимања за процену одговора тумора на преоперативно зрачење или хемотерапију, јер може да открије промене у величини тумора и у односу масе према суседним виталним структурама и може да идентификује области интратуморалне некрозе или крварења, посебно уз употребу статичких или динамичких техника снимања побољшаних гадолинијумом. КТ грудног коша је корисно у откривању метастаза плућа, плеуре и медијастинума. Трагање за метастазама у костима и мозгу ретко је индициковано осим ако пацијент нема клиничке манифестације које указују на захваћеност ових органа. |
| Ангиосарком костију     | Обична радиографска процена је најважнија за карактеризацију лезија ангиосаркома костију и потврђивање њихове вишеструкости. Требало би имати у виду да радиографски приказ ангиосаркома кости није специфичан. Усамљена лезија (у 60% случајева) јављају као деструктивна литичка маса са неправилним ивицама или мешовитим литичко-склеротским узорком и повременим проширењем костију. Лезије високог степена испољавају карактеристике потпуне деструкције кортекса и проширења у меко ткиво. Васкуларна природа неоплазме може се сугерисати ако је присутно синхроно мултицентрично захватање више костију једног екстремитета или анатомског региона (у око 40% случајева). Ангиосарком кости може представљати карактеристичан образац лезија у виду мехурића од сапунице јер се често протеже горе-доле преко кости. Када је захваћена кичма, најчешћи образац је регионално захваћеност неколико суседних тела пршљенова. КТ потврђује пермеативни, инвазивни карактер радиографских лезија и њихову вишеструкост. МРТ показује неспецифичан смањен или променљив интензитет сигнала у Т1 и повећан сигнал у Т2. Лезије појачавају гадолинијум. МРТ је посебно од помоћи у карактеризацији проширења меког ткива и захваћености неуроваскуларних структура и зглобова. Одложена сцинтиграфија костију целог тела показује значајно узимање радиоизотопа, иако налази могу бити негативни код агресивних деструктивних лезија. Скенирање црвених крвних зрнаца означених радионуклидима је од помоћи у диференцијалној дијагнози са другим мултифокалним васкуларним процесима костију и мултиплим мијеломом или хистиоцитозом Лангерхансових ћелија. |
| Ангиосарком коже        | И КТ и МРТ главе и врата помажу у преоперативном планирању да се процени степен захватања костију и меког ткива.. Ове студије помажу и у идентификацији захваћености цервикалних лимфних чворова. |

### Биопсија
Рано откривање путем биопсије нуди једину реалну шансу за излечење. Дијагноза се заснива на микроскопским карактеристикама биопсије или узорка и ултраструктурним и хистохемијским маркерима.
Груби изглед ангиосаркома је меког, тамноцрвеног ткива које може имати сунђерасту конзистенцију (погледајте слику испод). Чврсте сиве области могу бити испресецане уграђеним фрагментима кости ако је кортекс пробијен

## Диференцијална дијагностика
| Дијагнозе у разматрању | Диференцијална дијагноза |
| --- | --- |
| - Амеланотични меланом - Малигни меланом вретенастих ћелија - Пиогени гранулом - Леиомиосарцома - Фибросарком - Липосарком | - Филодесни тумор - Хемангиобластома - Хепатични хемангиоми - Капошијев сарком - Метастатски рак са непознатим примарним местом |

## Терапија

### Лечење ангиосаркома меког ткива
За ангиосаркоме стадијума I, Национална свеобухватна мрежа за рак (NCCN) у Сједињеним Америчким Државама,  као свеобухватни центар за рак, препоручује операцију за добијање адекватних онколошких маргина. За стадијум II и стадијум IIIА и IIIБ болести које се могу ресецирати са прихватљивим функционалним исходима, NCCN такође препоручује преоперативну терапију зрачењем (категорија I). За стадијум IIIА-Б болести, препоруке категорије 2Б укључују преоперативну хеморадију или хемотерапију и постоперативну хеморадију.  
NCCN у својим докзментина наводи следеће лекове и методе као пожељне за лечење ангиосаркома:
- паклитаксел
- режими на бази антрациклина, који укључује доксорубицин, епирубицин, липосомал доксорубицин, АД (доксорубицин, дакарбазин), АИМ (доксорубицин, ифосфамид), ифосфамид, епирубицин
- режими на бази гемцитабина укључују следеће: гемцитабин и доцетаксел, гемцитабин и винорелбин, гемцитабин и дакарбазин

Неоадјувантна хемотерапија се може размотрити код пацијената са великим локализованим ангиосаркомима, где постизање негативних маргина може бити изазов.  Међутим, одговор на преоперативну хемотерапију је само 40-50% код најактивнијих режима, а токсичност је значајна. 
Европске смернице наводе неоадјувантну хемотерапију као опцију код одабраних пацијената са високим ризиком локалне или локорегионалне болести.
Ангиосарком је веома осетљив на таксане, а паклитаксел се показао добро толерантним и активним чак и код претходно лечених пацијената са локално узнапредовалим или метастатским ангиосаркомом.  Паклитаксел се користи као терапија са једним леком и примењује се недељно.
Рави и сарадници извештавају о изузетном одговору на лечење пазопанибом код пацијента са ангиосаркомом који је имао амплификацију рецептора васкуларног ендотелног фактора раста (ВЕГФР) и који није реаговао на сорафениб. Ови аутори сугеришу да подскуп пацијената са ангиосаркомом са геномским променама у генима за васкуларну сигнализацију може добро реаговати на пазопаниб.  У ретроспективној студији лечења узнапредовалих васкуларних саркома код пацијената који су претходно лечени стандардном хемотерапијом укључујући антрациклине, 8 од 40 пацијената са ангиосаркомом је одговорило на пазопаниб, са средњим преживљавањем без прогресије од 3 месеца и медијаном укупног преживљавања од 9,9 месеци.
Паскуиер и сарадници су известили о ефикасном лечењу седам пацијената са узнапредовалим ангиосаркомом применом комбинације пропранолола два пута дневно (40 mg) и метрономског винбластина (6 mg/m²) недељно (6 mg/m²) и метотрексата (35 mg/m² ). Сви пацијенти су одговорили; један пацијент је показао потпун одговор, а три су показала веома добре делимичне одговоре. Медијан преживљавања без прогресије и укупног преживљавања био је 11 месеци (опсег 5–24) и 16 месеци (опсег 10–30).  Године 2017. пропранолол је добио статус лека сирочета у Европи за лечење саркома меког ткива.  Амајиа и сарадници су известили о повећаном преживљавању без прогресије и укупном преживљавању код пацијената са метастатским ангиосаркомом који су примали терапију неселективним бета-блокаторима. Осам њихових пацијената је лечено пропранололом (20 до 100 mg/дан), а један пацијент је лечен карведилолом (6,25 mg/дан). Понудите пацијентима са туморима који не реагују на различите режиме лечења. Може се приметити одговор на неоадјувантну хемотерапију, али он није увек у корелацији са радиографским одговором.  
Радиотерапија
Код већих ангиосаркома меког ткива вишег степена, адјувантна радиотерапија је ефикасна у смањењу локалног рецидива. Радиотерапија се може применити интраоперативно, брахитерапијом или екстерном радиотерапијом (ЕБРТ). Техника брахитерапије даје стопе контроле тумора сличне онима добијеним са ЕБРТ, са сличном стопом компликација на ранама. Штавише, представља предност што захтева само 5 дана, уместо 5-6 недеља потребних за ЕБРТ, и смањује расипање зрачења. Брахитерапија је често техника избора код ангиосаркома у близини зглобова или гонада.
Употреба зрачења у комбинацији са хирургијом наставља да се развија и резултира 80% локалне контроле и одличним функционалним и козметичким исходом. [ 16 ] Међутим, како 50% ангиосаркома има удаљене метастазе, зрачење не побољшава преживљавање. Боља дефиниција обима болести уз употребу МРТ помаже да се даље разграниче поља радиотерапије и смањи дугорочни морбидитет. Интраоперативно зрачење, брахитерапија или терапија са више спољашњих зрака могу допунити преоперативну екстерну радиотерапију.
Недостатак преоперативног зрачења је што већа стопа компликација на ранама може одложити операцију (1 недеља зарастања на 10 греја достављеног зрачења). 
Предности преоперативног зрачења су следеће:
- оптимизација за операцију
- мања запремина спољашњих поља снопа
- мање хипоксично ткиво
- потенцијал за смањење шансе за интраоперативну имплантацију
- потенцијално побољшање локалне контроле код узнапредовалих тумора

Нови третман срчаног ангиосаркома са истовременом терапијом протонским снопом и паклитакселом праћен адјувантном хемотерапијом са гемцитабином и доцетакселом пријавио је продужено преживљавање и побољшан квалитет живота код 26-годишњег пацијента.

### Лечење ангиосарком костију
Код ангиосаркома костију, специјалисти користе комбинације зрачне терапије и хемотерапије за помоћно лечење, али недостају значајни подаци о њиховој ефикасности. Морају се тражити докази о мултицентричности тумора пре доношења било какве одлуке у вези са терапијом. Пацијенти су имали лезије које утичу на чак 45 различитих костију. У таквим случајевима размислите о неоадјувантној хемотерапији.
Може се применити хемотерапеутски режим уобичајен за саркоматозне туморе (ифосфамид и доксорубицин који се користе заједно или узастопно). Ако се клиничко или радиографско побољшање не примети, размотрите други режим са циклофосфамидом, етопозидом и цисплатином. Гемцитабин може бити ефикасан као терапија друге или треће линије.

### Лечење ангиосарком коже
Најбољи исходи су пријављени са операцијом праћеном радиотерапијом. Постоперативна радиотерапија је оправдана у случајевима са незадовољавајућим маргинама, великом величином тумора, дубоким проширењем и мултицентричности. Радикална терапија зрачењем у облику терапије електронским снопом високог поља обећава у продужењу преживљавања пацијената са локализованим лезијама.
Улога хемотерапије у кожном ангиосаркому још увек није утврђена, иако је за пацијенте са метастазама или туморима који се сматрају нересектабилним индикован доксорубицин (интраартеријски или системски).
Паклитаксел као појединачни лек показао је значајну активност против ангиосаркома коже, чак и код пацијената који су претходно лечени хемотерапијом или терапијом зрачењем. Чврсти докази подржавају примену паклитаксела прве линије код узнапредовалог кожног ангиосаркома. Опције за лечење друге линије укључују пазопаниб, ерибулин и трабектедин.

## Хируршка терапија
Хируршко лечење ангиосаркома меког ткива, ретроперитонеума и трбуха
Хируршко лечење ангиосаркома меког ткива, ретроперитонеума и трбуха има за циљ:
- добијање широких хируршких маргина, са најмање 2 сантиметра нетакнутог ткива које окружује тумор. Ресекција треба да обухвати и кожу када је промењено и меко ткиво око ангиосаркома,
- ресекцију места биопсије, укључујући биопсијски тракт, заједно са узорком.

Ресекцију великих лезија може бити изузетно тешка и понекад захтева ампутацију ради локалне контроле; која међутим, не спречава далеки рецидив. Слободне хируршке ивице понекад имају анатомска ограничења, посебно код ретроперитонеалних тумора.
Хируршко лечење ангиосаркома кости
Хируршко лечење ангиосаркома кости има за циљ:
- хируршку ресекцију и радиотерапију, као стандардни третман за локализовану болест.
- да код лезије ниског степена доведе до сличних предности са било којом техником.
- да се лезије високог степена третирају као малигне неоплазме костију, комбинацијом радикалне ексцизије праћене радиотерапијом и/или хемотерапијом.
- да се редукује број лезија на екстремитету и тиме спаси екстремитет, или ако је  то немогуће, а ампутација може бити индикована.

Хируршко лечење ангиосаркома коже
Хируршко лечење ангиосаркома коже је следеће:
- Хируршко лечење је контраиндиковано код тумора који се шире у виталне структуре, као и код оних јакоо великих или код оних са мултицентричном дистрибуцијом.
- Како лезија може бити усамљена или мултицентрична она се често протеже бочно кроз дермис, што отежава грубу процену хируршких маргина и захтева вишеструке биопсије околних ткива.
- У примарном третману ангиосаркома скалпа од суштинског је значаја препознавање хоризонталних и вертикалних проширења тумора, што се може уочити само микроскопским прегледом свих маргина ресецираног узорка. Примарна ексцизија скалпа треба да буде пуна дебљине, укључујући перикраниум и, ако је индиковано, спољни део свода лобање; при чему би маргине требало да буду широке (најмање 5 cm) са свих страна

## Компликације
| Могуће компликације | Врсте |
| ------------------- | --- |
| Након радиотерапије | - Ране - Преломи |
| Након хемотерапије  | - Грозница - Мијелосупресија зависна од дозе - Мучнина и повраћање који не реагују на антиеметике - Умерен до јак умор - Алопеција или хемиалопеција у интраартеријској хемотерапији |
| Након операције     | - Анестетичке компликације - Губитак крви - Инфекција, сепса - Ране - Јатрогена неуроваскуларна повреда - Дубока венска тромбоза, плућна емболија - Ограничена функција удова        |

## Прогноза
Сви ангиосаркоми имају тенденцију да буду агресивни и често су мултицентрични. Ови тумори имају високу стопу локалног рецидива и метастаза због својих интринзичних биолошких својстава и због тога што се често погрешно дијагностикују, што доводи до лоше прогнозе и високе стопе морталитета. Малигни васкуларни тумори су клинички агресивни, тешки за лечење и имају пријављено петогодишње преживљавање око 20-35%.  Узнапредовали стадијум при презентацији и недостатак радикалне или широке ексцизије повезани су са већим стопама рецидива, већим стопама удаљених метастаза и погоршаним преживљавањем. Ово је у супротности са 5-годишњим преживљавањем за све типове саркома меких ткива, које износи око 65%.
Ангиосарком висцера (посебно јетре и срца) и ретроперитонеална болест су посебно повезани са лошим исходом.  У студији на 346 пацијената са примарним ангиосаркомом јетре (ПХА), медијана преживљавања била је 1,9 месеци. Они који су били подвргнути хируршкој ресекцији имали су вишу средњу стопу преживљавања од 7,7 месеци. Хемотерапијски третман је такође повећао медијан преживљавања на 5,1 месец.
Више од 50% пацијената развије метастатску болест, а плућа су примарни орган у коме се јављају метастазе.

### Ангиосарком меког ткива
Ангиосарком меког ткива је сарком високог степена са високом стопом смрти и кратким временом преживљавања. Велики број пацијената, 50% у појединим серијама, такође је имао метастазе, а значајан број (20%) имао је локалне рецидиве.
Старија старост пацијената, локација у ретроперитонеуму и већа величина тумора су неповољни прогностички фактори. Приближно 66% ретроперитонеалних ангиосаркома се понавља локално у лежишту тумора и може се поново појавити дифузно кроз перитонеалну шупљину (ангиосаркоматоза).

### Ангиосарком костију
Ангиосаркоми високог степена показују изузетно агресивно понашање са брзим локалним растом и раним дисеминираним метастазама. Прогноза зависи од хистолошког степена, при чему је стопа преживљавања без болести пријављена као 95% код тумора степена I, 62% у степену 2 и 20% у степену 3. Мултицентричност не утиче на прогнозу.

### Ангиосарком коже
Упркос агресивном лечењу, прогноза је лоша. Средње преживљавање се креће од 15-24 месеца, са 5-годишњим преживљавањем од 12-33%. Локални отказивање и метастазе у локалним цервикалним лимфним чворовима су чести. Плућа су најчешће место удаљених метастаза, а затим следе јетра и кост, иако се оне обично јављају касно.
За разлику од других саркома, степен није користан у предвиђању преживљавања. Не постоји корелација између изгледа (нпр. улцерација, нодуларна, дифузна) и преживљавања или локалног рецидива.
Чини се да су налази од значајно повољног прогностичког значаја мања величина тумора (< 5 цм), потпуна хируршка ресекција и умерен или изражен лимфоидни инфилтрат уи око тумора.
Нересектабилне лезије и метастатска болест при постављању дијагнозе указују на лошу прогнозу. Смрт може наступити или од локалног проширења или метастазе. Одложена дијагноза и лечење делимично објашњавају лошу прогнозу кожних ангиосаркома.